# باشگاه فوتبال پرسپولیس در فصل ۷۹–۱۳۷۸
باشگاه فوتبال پرسپولیس در فصل ۷۹–۱۳۷۸ در جام آزادگان و جام حذفی و جام باشگاه‌های آسیا شرکت کرد. این باشگاه در جام آزادگان قهرمان شد، از جام حذفی کناره‌گیری کرد و در جام باشگاه‌های آسیا سوم شد. سرمربی پرسپولیس، علی پروین بود. مدیرعامل این تیم هم امیر عابدینی بود.

## کادر فنی
| پست              | نام             |
| ---------------- | --------------- |
| سرمربی           | علی پروین       |
| مربی             | ناصر ابراهیمی   |
| مربی دروازه‌بان‌ها | وحید قلیچ       |
| مربی بدنساز      | پرویز کماسی     |
| دکتر             | دکتر فرید زرینه |
| سرپرست           | محمود خوردبین   |

## بازیکنان
| شماره |       | پست       | بازیکن                         |
| ----- | ----- | --------- | ------------------------------ |
| ۱     | ایران | دروازه‌بان | احمدرضا عابدزاده (کاپیتان دوم) |
| ۴     | ایران | مدافع     | علی انصاریان                   |
| ۵     | ایران | مدافع     | افشین پیروانی (کاپیتان سوم)    |
| ۶     | ایران | مدافع     | بهروز رهبری‌فرد                 |
| ۷     | ایران | هافبک     | حمید استیلی                    |
| ۸     | ایران | مدافع     | مهدی هاشمی‌نسب                  |
| ۹     | ایران | مهاجم     | بهنام سراج                     |
| ۱۰    | ایران | مهاجم     | ادموند بزیک                    |
| ۱۱    | ایران | هافبک     | حامد کاویانپور                 |
| ۱۲    | ایران | هافبک     | حسین عبدی (کاپیتان)            |
| ۱۳    | ایران | هافبک     | ابراهیم اسدی                   |
| ۱۴    | ایران | مدافع     | نادر محمدخانی                  |
| ۱۵    | ایران | هافبک     | اسماعیل حلالی                  |
| ۱۶    | ایران | مدافع     | رضا شاهرودی                    |

| شماره |       | پست       | بازیکن         |
| ----- | ----- | --------- | -------------- |
| ۱۷    | ایران | هافبک     | هادی مهدوی‌کیا  |
| ۱۸    | ایران | مدافع     | محمد برزگر     |
| ۱۹    | ایران | مهاجم     | پایان رأفت     |
| ۲۰    | ایران | مهاجم     | علی باغمیشه    |
| ۲۱    | ایران | مهاجم     | کوروش برمک     |
| ۲۲    | ایران | دروازه‌بان | داوود فنایی    |
| ۲۲    | ایران | دروازه‌بان | مجتبی رضایی    |
| ۲۳    | ایران | هافبک     | علیرضا امامی‌فر |
| ۲۴    | ایران | هافبک     | مهدی تارتار    |
| ۲۶    | ایران | هافبک     | علی کریمی      |
| ۲۷    | ایران | هافبک     | ناصر فرشباف    |
|       | ایران |           | مجتبی فرجی     |

مهدی نکونام

## رقابت‌ها

### جدول لیگ
| رده | تیم             | بازی | برد | مساوی | باخت | گلِ‌زده | گلِ‌خورده | تفاضل گل | امتیاز | توضیحات                              |
| --- | --------------- | ---- | --- | ----- | ---- | ----- | ------- | -------- | ------ | ------------------------------------ |
| ۱   | پرسپولیس        | ۲۶   | ۱۵  | ۹     | ۲    | ۴۵    | ۲۳      | ۲۲       | ۵۴     | صعود به جام باشگاه‌های آسیا ۰۱–۲۰۰۰   |
| ۲   | استقلال         | ۲۶   | ۱۲  | ۱۱    | ۳    | ۳۲    | ۱۶      | ۱۶       | ۴۷     | صعود به جام برندگان جام آسیا ۰۱–۲۰۰۰ |
| ۳   | فجرسپاسی        | ۲۶   | ۱۱  | ۱۱    | ۴    | ۳۷    | ۱۸      | ۱۹       | ۴۴     |                                      |
| ۴   | سپاهان          | ۲۶   | ۱۱  | ۹     | ۶    | ۲۸    | ۱۹      | ۹        | ۴۲     |                                      |
| ۵   | ذوب آهن         | ۲۶   | ۱۱  | ۶     | ۹    | ۳۵    | ۲۹      | ۶        | ۳۹     |                                      |
| ۶   | تراکتورسازی     | ۲۶   | ۱۰  | ۸     | ۸    | ۳۰    | ۲۶      | ۴        | ۳۸     |                                      |
| ۷   | پاس تهران       | ۲۶   | ۹   | ۸     | ۹    | ۳۵    | ۳۱      | ۴        | ۳۵     |                                      |
| ۸   | بهمن            | ۲۶   | ۸   | ۱۰    | ۸    | ۲۴    | ۲۶      | ۲-       | ۳۴     |                                      |
| ۹   | سایپا           | ۲۶   | ۶   | ۱۳    | ۷    | ۲۴    | ۲۱      | ۳        | ۳۱     |                                      |
| ۱۰  | فولاد           | ۲۶   | ۷   | ۸     | ۱۱   | ۳۰    | ۳۳      | ۳-       | ۲۹     |                                      |
| ۱۱  | ابومسلم         | ۲۶   | ۷   | ۷     | ۱۲   | ۳۲    | ۳۹      | ۷-       | ۲۸     |                                      |
| ۱۲  | صنعت نفت آبادان | ۲۶   | ۶   | ۹     | ۱۱   | ۲۹    | ۳۵      | ۶-       | ۲۷     |                                      |
| ۱۳  | چوکا تالش       | ۲۶   | ۴   | ۹     | ۱۳   | ۲۲    | ۴۵      | ۲۳-      | ۲۱     |                                      |
| ۱۴  | ایرسوتر نوشهر   | ۲۶   | ۳   | ۶     | ۱۷   | ۲۲    | ۶۴      | ۴۲-      | ۱۵     |                                      |

### بازی‌ها
| ۲۲ مرداد ۷۸ ۱ | پرسپولیس                                         | ۳ – ۱ | بهمن | تهران          |
|               | ادموند بزیک · مهدی هاشمی نسب پ' · حامد کاویانپور |       |      | ورزشگاه: آزادی |

| ۲۹ مرداد ۷۸ ۲ | ایرسوتر      | ۱ – ۵ | پرسپولیس                                            | نوشهر                |
|               | بهمن طهماسبی |       | هادی مهدوی کیا مهدی هاشمی نسب پایان رأفت بهنام سراج | ورزشگاه: شهدای نوشهر |

| ۴ شهریور ۷۸ ۳ | پرسپولیس   | ۲ – ۱ | صنعت نفت       | تهران          |
|               | بهنام سراج |       | امید شریفی نسب | ورزشگاه: آزادی |

| ۲۱ شهریور ۷۸ ۴ | ذوب آهن    | ۱ – ۱ | پرسپولیس                               | اصفهان                   |
|                | محسن گروسی |       | نادر محمدخانی اسماعیل حلالی پایان رأفت | ورزشگاه: فولادشهر اصفهان |

| ۲ مهر ۷۸ ۵ | پرسپولیس                             | ۰ – ۰ | استقلال | تهران          |
|            | نادر محمدخانی '۴۷ اسماعیل حلالی '۳۰، |       |         | ورزشگاه: آزادی |

| ۶ مهر ۷۸ ۶ | پرسپولیس                                       | ۳ – ۱ | فجر سپاسی          | تهران         |
| ۱۵:۳۰      | علیرضا امامی‌فر ۳۷' ۶۸' · مهدی هاشمی‌نسب ۷۵' (پ) | گزارش | وحید رضایی ۸۰' (پ) | ورزشگاه: تختی |

| ۱۰ مهر ۷۸ ۷ | ابومسلم        | ۱ – ۲ | پرسپولیس                            | مشهد               |
|             | محمود مصلی ۱۴' |       | ادموند بزیک ۵۳' علیرضا امامی فر ۶۸' | ورزشگاه: تختی مشهد |

| ۱۵ مهر ۷۸ ۸ | تراکتورسازی                 | ۱ – ۱ | پرسپولیس        | تبریز               |
|             | افشین پیروانی ۶۲' (به خودی) |       | علی باغمیشه ۸۸' | ورزشگاه: تختی تبریز |

| ۲۳ مهر ۷۸ ۹ | پرسپولیس                             | ۲ – ۱ | سایپا                | تهران                           |
| ۱۶:۰۰       | حمید استیلی ۱۴' · علیرضا امامی‌فر ۲۷' | گزارش | یدالله اکبری ۳۵' (پ) | ورزشگاه: آزادی داور: جلال مرادی |

| ۶ آبان ۷۸ ۱۰ | پرسپولیس                             | ۳ – ۰ | چوکای تالش | تهران          |
|              | پایان رأفت ۶۵' ۷۱' · حمید استیلی ۸۳' |       |            | ورزشگاه: آزادی |

| ۲۳ آبان ۷۸ ۱۱ | فولاد خوزستان     | ۱ – ۲ | پرسپولیس                           | اهواز                                                 |
| ۱۴:۳۰         | امید زاهدی ۶' (پ) |       | مهدی هاشمی‌نسب ۶۹' · بهنام سراج ۷۵' | ورزشگاه: تختی اهواز تماشاگران: ۴۰۰۰۰ داور: حسین عسگری |

| ۲۹ آبان ۷۸ ۱۲ | سپاهان | ۰ – ۰ | پرسپولیس | اصفهان           |
|               |        |       |          | ورزشگاه: ۲۲ بهمن |

| ۴ آذر ۷۸ ۱۳ | پرسپولیس                                               | ۳ – ۱ | پاس تهران                        | تهران                                            |
|             | پایان رأفت ۷۸' · علی باغمیشه ۸۷' · مهدی هاشمی‌نسب ۹۰+۱' | گزارش | هاشم حیدری ۱۵' · جواد نکونام '۸۵ | ورزشگاه: آزادی تماشاگران: ۵۰۰۰۰ داور: حسین عسگری |

| ۵ بهمن ۷۸ ۱۴ | بهمن کرج            | ۱ – ۱ | پرسپولیس              | تهران                                           |
|              | داریوش میکائیلی ۸۰' | گزارش | مهدی هاشمی‌نسب ۶۵' (پ) | ورزشگاه: آزادی تماشاگران: ۲۰۰۰۰ داور: علی خسروی |

| ۴ اسفند ۷۸ ۱۵ | فجر سپاسی     | ۱ – ۱ | پرسپولیس       | شیراز           |
|               | علی سامره ۱۰' |       | بهنام سراج ۸۷' | ورزشگاه: حافظیه |

| ۸ اسفند ۷۸ ۱۶ | استقلال تهران | ۰ – ۲ | پرسپولیس                          | تهران          |
|               |               |       | مهدی هاشمی‌نسب ۸' · پایان رأفت ۸۱' | ورزشگاه: آزادی |

| ۱۴ اسفند ۷۸ ۱۷ | پرسپولیس                 | ۱ – ۱ | ابومسلم                 | تهران          |
|                | مهدی هاشمی نسب ۹۰+۱' (پ) |       | هادی عبدالله زاده ۹۰+۴' | ورزشگاه: آزادی |

| ۱۹ اسفند ۷۸ ۱۸ | پرسپولیس                                                                     | ۵ – ۲ | تراکتورسازی                          | تهران          |
|                | ادموند بزیک ۳۸' ۴۸' · علی کریمی ۶۴' · بهنام سراج ۷۶' · مهدی هاشمی‌نسب ۸۰' (پ) |       | اسدالله توکلی ۸' · داوود رستمی ۴۵+۱' | ورزشگاه: آزادی |

| ۲۳ اسفند ۷۸ ۱۹ | سایپا | ۰ – ۰ | پرسپولیس | تهران          |
| ۱۵:۰۰          |       | گزارش |          | ورزشگاه: آزادی |

| ۹ اردیبهشت ۷۹ ۲۰ | پرسپولیس       | ۱ – ۰ | سپاهان | تهران          |
|                  | بهنام سراج ۳۱' |       |        | ورزشگاه: آزادی |

| ۱۳ اردیبهشت ۷۹ ۲۱ | پرسپولیس                                 | ۲ – ۰ | ایرسوتر | تهران                            |
|                   | بهنام سراج ۱۳' ۴۱' · مهدی هاشمی‌نسب '۹۰+۴ |       |         | ورزشگاه: آزادی داور: مسعود مرادی |

| ۱۸ اردیبهشت ۷۹ ۲۲ | چوکای تالش           | ۱ – ۲ | پرسپولیس                                  | تالش                |
|                   | صابر تقی‌زاده ۶۵' (پ) |       | مهدی هاشمی‌نسب ۴۲' (پ) · اسماعیل حلالی ۷۵' | ورزشگاه: پوریای ولی |

| ۲۳ اردیبهشت ۷۹ ۲۳ | پاس تهران  | ۰ – ۱ | پرسپولیس       | تهران          |
|                   | حسین خطیبی |       | بهنام سراج ۴۵' | ورزشگاه: آزادی |

| ۲۷ اردیبهشت ۷۹ ۲۴ | صنعت نفت                                          | ۳ – ۰ | پرسپولیس | آبادان                                                |
|                   | امید شریفی‌نسب ۲۱' · مهند مهدی النداوی ۷۸' ۸۵' (پ) |       |          | ورزشگاه: تختی آبادان تماشاگران: ۲۰۰۰۰ داور: ایرج نظری |

### جام حذفی
| ۱۷ آذر ۷۸ ۱/۱۶ | آدنیس مشهد | ۰ – ۱ | پرسپولیس            | مشهد               |
|                |            | گزارش | علی باغمیشه ۵۸' (پ) | ورزشگاه: تختی مشهد |

| ۲۳ آذر ۷۸ ۱/۱۶ | پرسپولیس                                                  | ۳ – ۱ | آدنیس مشهد         | تهران         |
|                | بهروز رهبری‌فرد ۲۸' (پ) · علی باغمیشه ۵۵' · کوروش برمک ۸۴' |       | غلامرضا عنایتی ۱۷' | ورزشگاه: تختی |

پرسپولیس باید در مرحله بعد با الکتریک دماوند بازی می‌کرد اما از بازی بعدی کناره‌گیری کرد.

### جام باشگاه‌های آسیا
| تیم             | بازی | برد | مساوی | باخت | زده | خورده | تفاضل | امتیاز |
| --------------- | ---- | --- | ----- | ---- | --- | ----- | ----- | ------ |
| الهلال          | ۳    | ۲   | ۱     | ۰    | ۳   | ۰     | +۳    | ۷      |
| پرسپولیس        | ۳    | ۱   | ۲     | ۰    | ۱   | ۰     | +۱    | ۵      |
| الشرطه          | ۳    | ۱   | ۱     | ۱    | ۳   | ۳     | ۰     | ۴      |
| ایرتیش پاولودار | ۳    | ۰   | ۰     | ۳    | ۲   | ۶     | −۴    | ۰      |

| ۳۰ مهر ۱۳۷۸ پلی آف ۲ | پرسپولیس                                   | ۳ – ۰ | الانصار | تهران          |
|                      | هاشمی نسب ۴۴' '۵۸ · بزیک ۴۵' · باغمیشه ۸۵' |       |         | ورزشگاه: آزادی |

| ۱۶ آبان ۱۳۷۸ پلی آف ۲ | الانصار | ۰ – ۰ | پرسپولیس      | بیروت                  |
|                       |         |       | رهبری فرد '۷۰ | ورزشگاه: شهرداری بیروت |

| ۱۸ بهمن ۱۳۷۸ ۱ | پرسپولیس | ۰ – ۰ | الشرطه | ریاض             |
|                |          |       |        | ورزشگاه: ملک فهد |

| ۲۰ بهمن ۱۳۷۸ ۲ | پرسپولیس     | ۱ – ۰ | ایرتیش پاولودار | ریاض             |
| ۲۱:۰۰          | هاشمی‌نسب ۷۸' |       |                 | ورزشگاه: ملک فهد |

| ۲۲ بهمن ۱۳۷۸ ۳ | الهلال | ۰ – ۰ | پرسپولیس | ریاض             |
| ۲۱:۰۰          |        |       |          | ورزشگاه: ملک فهد |

| ۱ اردیبهشت ۱۳۷۹ نیمه نهایی | جوبیلو ایواتا             | ۲ – ۰ | پرسپولیس | ریاض             |
|                            | تاکاهارا ۶۷' ناکایاما ۹۰' |       |          | ورزشگاه: ملک فهد |

| ۳ اردیبهشت ۱۳۷۹ رده‌بندی | پرسپولیس  | ۱ – ۰ | سوون سامسونگ | ریاض             |
|                         | کریمی ۷۵' |       |              | ورزشگاه: ملک فهد |